# Женский Тур — На приз Чешской Швейцарии
Женский Тур — На приз Чешской Швейцарии (фр. Tour de Feminin - O cenu Českého Švýcarska, до 2008 года Женский Тур — Красна-Липа (фр. Tour de Feminin - Krásná Lípa) — шоссейная многодневная велогонка, проходящая по территории сначала Чехословакии, а затем Чехии с 1988 года.

## История
Гонка была создана в 1988 году Йиржи Вихом, который первоначально организовал её для своей дочери, велогонщицы Шарки Виховы. Изначально она проводилась в рамках национального календаря. С 1996 вошла в Женский мировой шоссейный календарь UCI.
В 2020 году гонка была отменена из-за пандемии COVID-19, а в 2022 году по экономическим причинам.
Маршрут гонки проходит в Устецком крае в окрестностях города Красна-Липа, где с 2000 года расположена штаб-квартира национального парка Чешская Швейцария. Продолжительность гонки с изначальных трёх этапов к 1995 году увеличилась до пяти которые проводятся в течение четырёх дней. В третий день сначала проводится этап в формате индивидуальной гонки, а затем групповой этап. С 1995 по 2006 год один из этапов проводился в немецких городах Эберсбах-Нойгерсдорф, Циттау или Лёбау. С 2003 по 2014 год индивидуальная гонка проводилась в польском городе Богатыня. Несколько этапов стартуют и/или финишируют в городе Красна-Липа.
Гонку организует местный велосипедный клуб Cycle Club Krásná Lípa.

## Призёры

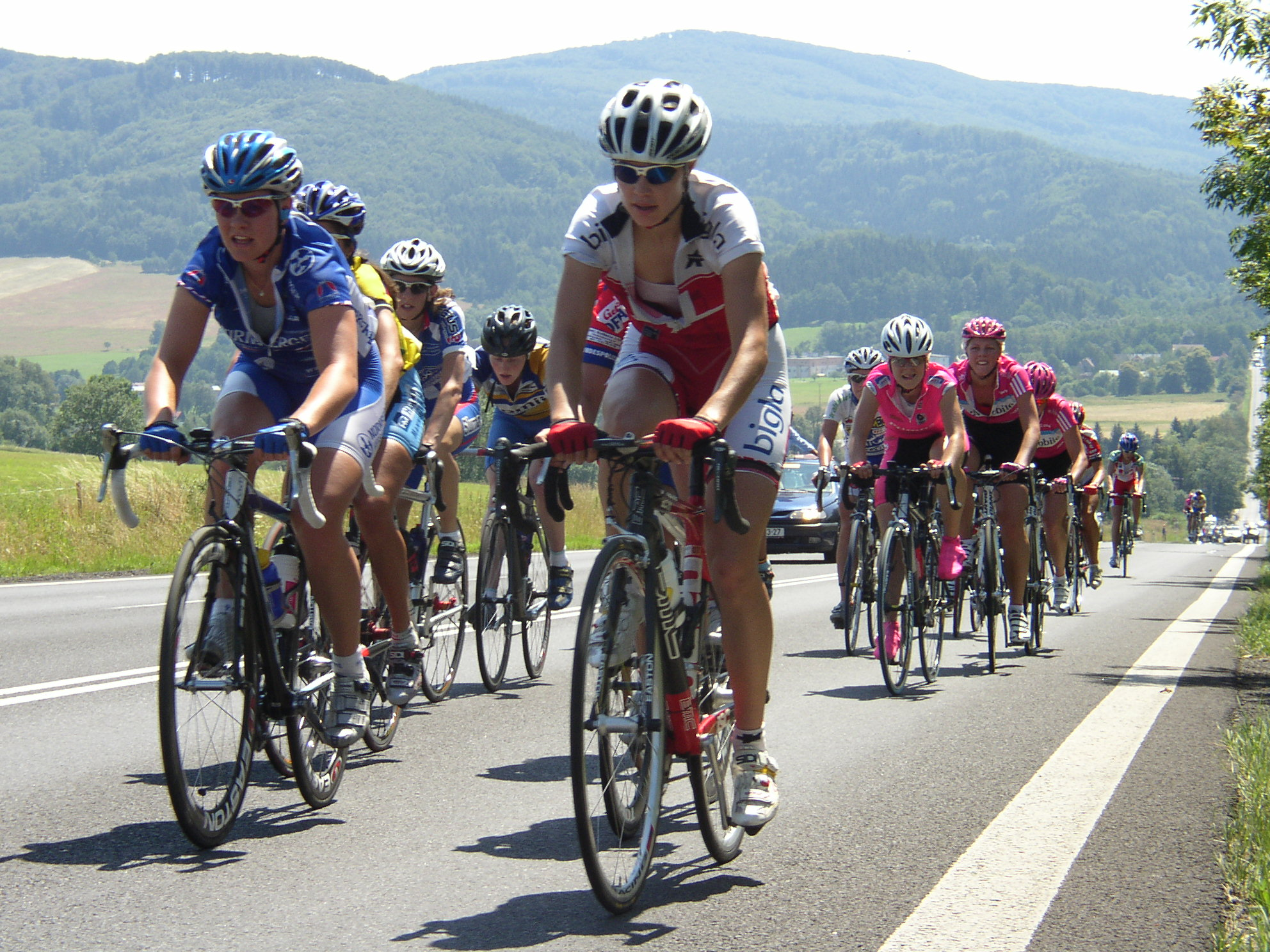
Фрагмент гонки предположительно 2007 года

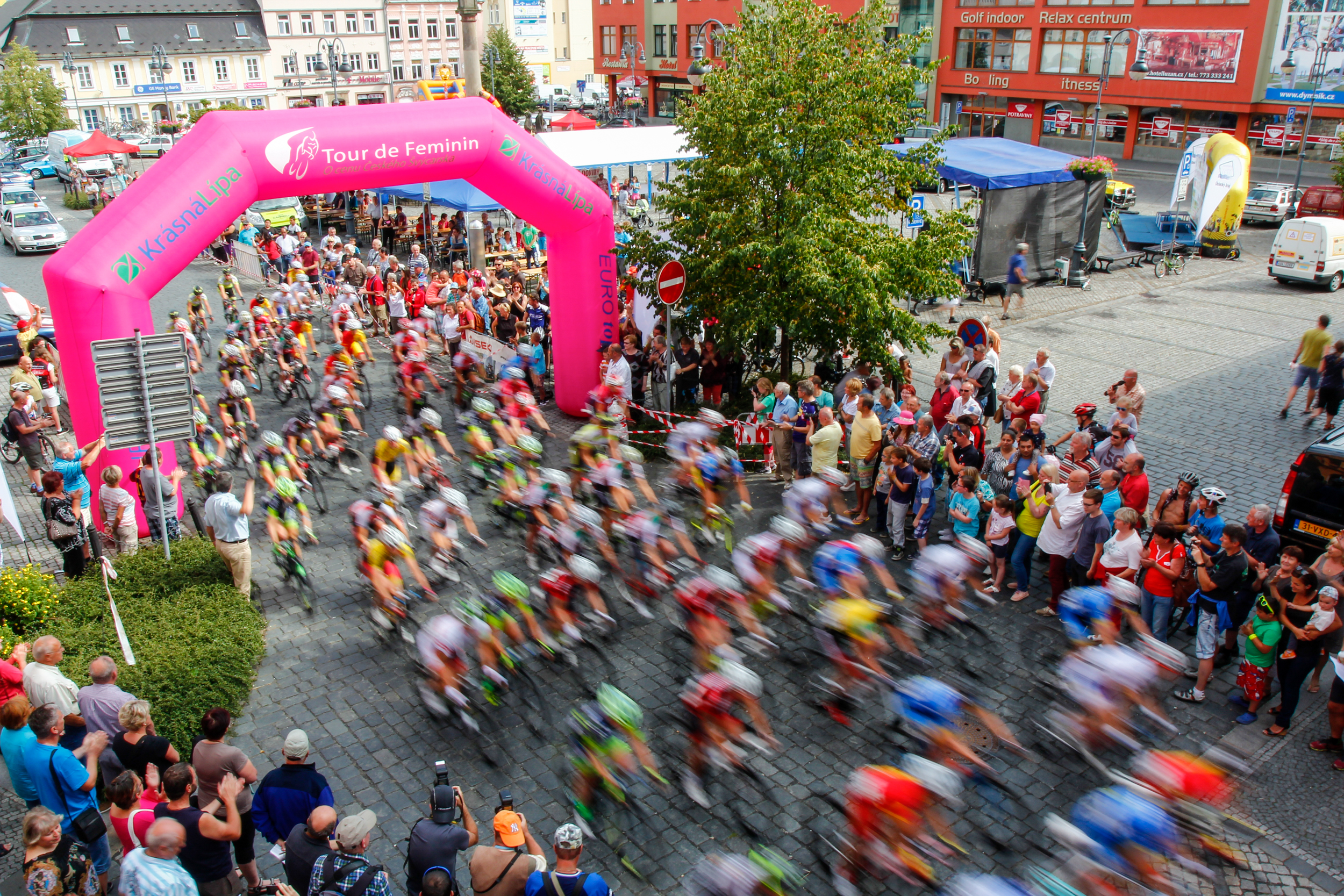
Фрагмент гонки предположительно 2015 года

| Год  | Победитель            | Второй                | Третий              |          |
| ---- | --------------------- | --------------------- | ------------------- | -------- |
| 1988 | Радка Кынелова        | Ева Орвошова          | Ивета Ситарова      |          |
| 1989 | Радка Кынелова        | Ева Орвошова          | Ильдико Пачова      |          |
| 1990 | Ева Орвошова          | Радка Кынелова        | Ивета Ситарова      |          |
| 1991 | Ильдико Пачова        | Юли Пекаркова         | Ярмила Снахницанова |          |
| 1992 | Алёна Бариллова       | Ленка Илавска         | Шарка Вихова        |          |
| 1993 | Сандра Шумахер        | Сюзанна Пламбек       | Ивета Ситарова      |          |
| 1994 | Зинаида Стагурская    | Ребекка Бейли         | Ханка Купфернагель  |          |
| 1995 | Ленка Илавска         | Богумила Матусяк      | Юдит Арндт          |          |
| 1996 | Ханка Купфернагель    | Керстин Шайтлер       | Милуше Флашкова     |          |
| 1997 | Ханка Купфернагель    | Раса Поликевичюте     | Ленка Илавска       |          |
| 1998 | Светлана Гигилева     | Лукия Пиццолотто      | Юлия Муренькая      |          |
| 1999 | Ханка Купфернагель    | Юлия Муренькая        | Сандра Миссбах      |          |
| 2000 | Ханка Купфернагель    | Богумила Матусяк      | Валентина Карпенко  |          |
| 2001 | Сандра Вампфлер       | Богумила Матусяк      | Софи Крё            |          |
| 2002 | Богумила Матусяк      | Трикси Воррак         | Анита Вален         |          |
| 2003 | Валентина Карпенко    | Лада Козликова        | Сара Дюстер         |          |
| 2004 | Трикси Воррак         | Хантал Белтман        | Тереза Сенфф        |          |
| 2005 | Тина Либих            | Богумила Матусяк      | Ева Лутц            |          |
| 2006 | Тереза Сенфф          | Лада Козликова        | Ханка Купфернагель  |          |
| 2007 | Ханка Купфернагель    | Андреа Граус          | Эдвиж Питель        |          |
| 2008 | Ангела Хенниг         | Трикси Воррак         | Сара Дюстер         |          |
| 2009 | Александра Бурченкова | Эдвиж Питель          | Мартина Ружичкова   |          |
| 2010 | Трикси Воррак         | Александра Бурченкова | Сара Дюстер         |          |
| 2011 | Аманда Спратт         | Наталья Боярская      | Лариса Панкова      |          |
| 2012 | Лариса Панкова        | Карла Райан           | Мартина Риттер      |          |
| 2013 | Эми Кюр               | Эмма Пули             | Мартина Риттер      |          |
| 2014 | Брианна Валле         | Мартина Сабликова     | Вера Коедодер       |          |
| 2015 | Татьяна Антошина      | Лорен Стивенс         | Анна Плихта         |          |
| 2016 | Сесилие Уттруп Лудвиг | Анна Плихта           | Наталья Боярская    |          |
| 2017 | Рут Уиндер            | Тайлер Уайлз          | Анн-Софи Дёйк       |          |
| 2018 | Леа Томас             | Елизавета Ошуркова    | Софи Де Вёйст       |          |
| 2019 | Вита Хейне            | Аурела Нерло          | Елизавета Ошуркова  |          |
| 2020 | отменено              | отменено              | отменено            | отменено |
| 2021 | Жослен Лауден         | Морган Костон         | Коринна Лехнер      |          |
| 2022 | отменено              | отменено              | отменено            | отменено |
| 2023 | Ольга Кулинич         | Доминика Влодарчик    | Eliška Kvasničková  |          |
| 2024 | Юлия Копецки          | Femke de Vries        | Хайди Ван Синей     |          |
| 2025 | Kate Richardson       | Malwina Mul           | Хайди Ван Синей     |          |